# OMS Video
OMS Video (Open Media System Video) är en royaltyfri digital videokompressionsstandard som är under utveckling av SUN och industrigruppen Open Media Commons initiative, och ingår i Open Media Stack. Formatet avses att liksom ogg Vorbis bli ett fritt formatet för rörliga bilder.
Vorbis planeras att användas för ljudkodningen. Videokodningen ska ske med en vidareutvecklad variant av H.261, eftersom några av dess patent nu är utgångna.